# Krčava
Krčava este o comună slovacă, aflată în districtul Sobrance din regiunea Košice. Localitatea se află la altitudinea de 129 m deasupra n.m., se întinde pe o suprafață de 8,74 km2 și în 2017 număra 410 locuitori.

## Istoric
Localitatea Krčava este atestată documentar din 1302.

## Demografie
| An:                | 1994 | 2004   | 2014   | 2024   |
| ------------------ | ---- | ------ | ------ | ------ |
| Număr de persoane: | 449  | 437    | 420    | 434    |
| Diferență:         |      | −2,67% | −3,89% | +3,33% |

| An:                | 2023 | 2024   |
| ------------------ | ---- | ------ |
| Număr de persoane: | 437  | 434    |
| Diferență:         |      | −0,68% |